# セバスチャン・ザイドル

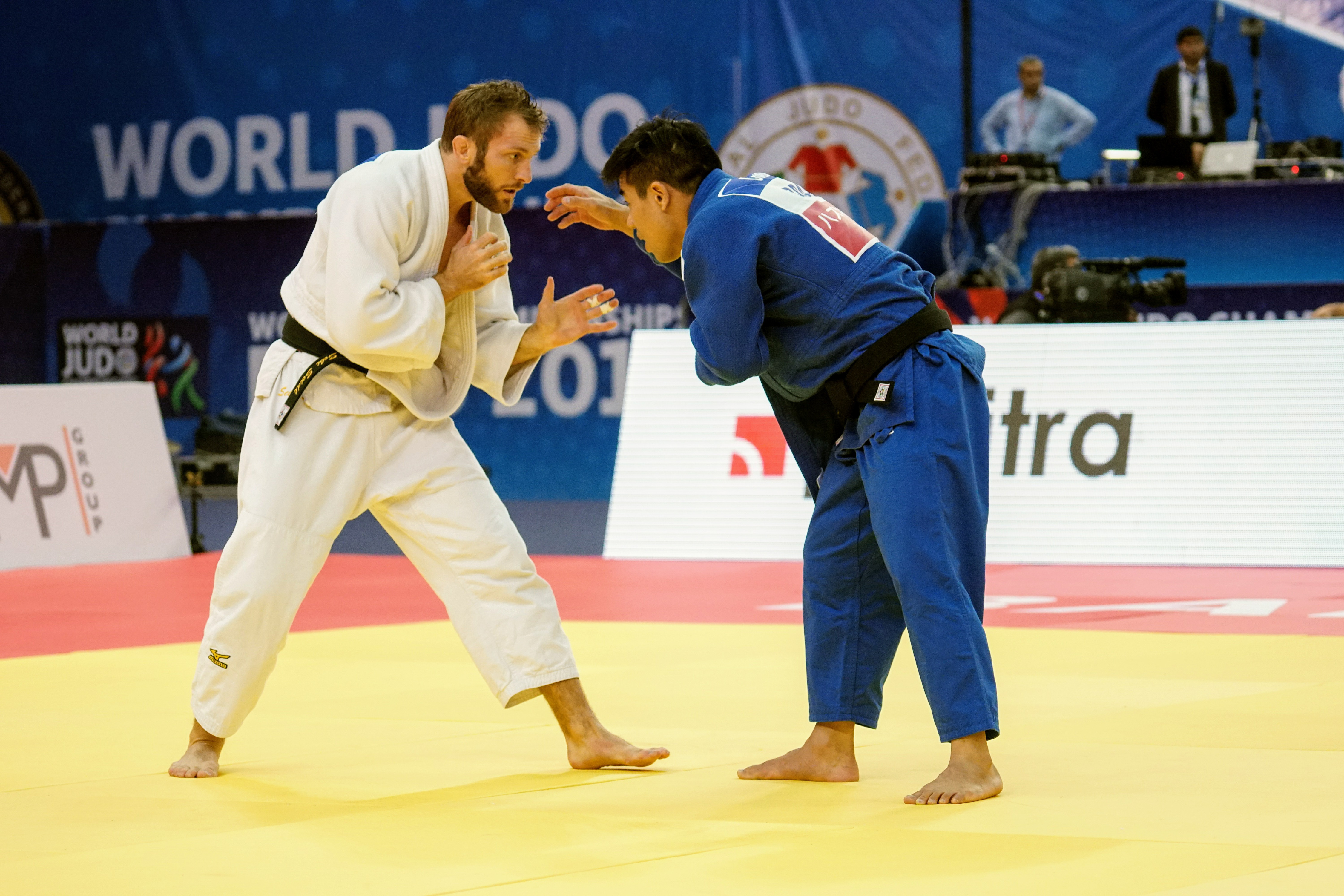

セバスチャン・ザイドル（Sebastian Seidl 1990年7月12日- ）はドイツのバーデン＝ヴュルテンベルク州ニュルティンゲン出身の柔道選手。階級は66kg級。身長174cm。

## 経歴
2013年から2年連続で世界団体で3位になった。2015年のヨーロッパ競技大会66kg級で3位になるも、世界選手権では7位だった。2016年のリオデジャネイロオリンピックでは初戦で今大会優勝したイタリアのファビオ・バシレに袖釣込腰で敗れた。2018年のグランドスラム・パリでは3位だった。2021年7月に日本武道館で開催された東京オリンピックでは初戦でロシアオリンピック委員会のヤクブ・シャミロフに敗れた。東京オリンピック混合団体では3位となった。

## 主な戦績
- 2013年 - ヨーロッパ選手権　団体戦　3位
- 2013年 - 世界団体　3位
- 2014年 - 世界団体　3位
- 2014年 - グランプリ・アスタナ　3位
- 2014年 - グランドスラム・アブダビ　3位
- 2014年 - グランプリ・青島　2位
- 2015年 - グランプリ・ザグレブ　2位
- 2015年 - グランプリ・ブダペスト　2位
- 2015年 - ヨーロッパ競技大会　3位
- 2015年 - 世界選手権　7位
- 2018年 - グランドスラム・パリ　3位
- 2018年 - グランプリ・ハーグ　3位
- 2019年 - グランプリ・マラケシュ　3位
- 2021年 - 東京オリンピック混合団体　3位

(出典)